# Снегиревка (Тверская область)
Снегиревка — деревня в Сонковском районе Тверской области. Входит в состав Петровского сельского поселения.

## История
В 1967 г. указом президиума ВС РСФСР деревня Дураково переименована в Снегиревка.

## Население
| 2010 |
| ---- |
| 7    |